# Provinz Luis Calvo
Luis Calvo ist eine Provinz im südöstlichen Teil des Departamento Chuquisaca im südamerikanischen Anden-Staat Bolivien. Die Provinz trägt ihren Namen zu Ehren des Rechtsanwalts und Senators Luis Calvo Calvimontes (1879–1944), der in Sucre geboren wurde.

## Lage
Die Provinz ist eine von zehn Provinzen im Departamento Chuquisaca. Sie grenzt im Nordwesten an die Provinz Tomina, im Westen an die Provinz Hernando Siles, im Süden an das Departamento Tarija, im Südosten an die Republik Paraguay, und im Osten und Norden an das Departamento Santa Cruz.
Die Provinz erstreckt sich etwa zwischen 19° 00' und 21° 00' südlicher Breite und 62° 11' und 64° 00' westlicher Länge, ihre Ausdehnung von Westen nach Osten beträgt bis zu 165 Kilometer, von Norden nach Süden bis zu 225 Kilometer.

## Bevölkerung
Die Einwohnerzahl der Provinz Luis Calvo ist in den vergangenen drei Jahrzehnten um gut ein Viertel angestiegen:
| Jahr | Einwohner | Quelle       |
| ---- | --------- | ------------ |
| 1992 | 17.251    | Volkszählung |
| 2001 | 20.479    | Volkszählung |
| 2012 | 19.139    | Volkszählung |
| 2024 | 22.987    | Volkszählung |

45,5 Prozent der Bevölkerung sind jünger als 15 Jahre, der Alphabetisierungsgrad in der Provinz beträgt 72,7 Prozent. (1992)
96,1 Prozent der Bevölkerung sprechen Spanisch, 9,2 Prozent Quechua, 0,4 Prozent Aymara, und 26,1 Prozent andere indigene Sprachen. (1992)
92,8 Prozent der Bevölkerung haben keinen Zugang zu Elektrizität, 77,0 Prozent leben ohne sanitäre Einrichtung (1992).
91,8 Prozent der Einwohner sind katholisch, 4,1 Prozent sind evangelisch (1992).

## Gliederung
Die Provinz Luis Calvo gliederte sich bei der letzten Volkszählung von 2024 in die folgenden drei Municipios:
- 01-1001 Municipio Muyupampa (auch: Villa Vaca Guzmán) – 13.196 Einwohner
- 01-1002 Municipio Huacaya – 2.546 Einwohner
- 01-1003 Municipio Macharetí – 7.245 Einwohner

## Ortschaften in der Provinz Luis Calvo
- Municipio Muyupampa
  - Muyupampa 3215 Einw. – Tentayapi 317 Einw. – Igüembe 258 Einw. – Sapirangui Miri 221 Einw. – Ticucha 206 Einw.

- Municipio Huacaya
  - Huacaya 387 Einw. – Boycobo 264 Einw. – Santa Rosa de Cuevo 202 Einw.

- Municipio Macharetí
  - Macharetí 1823 Einw. – Ñancorainza 492 Einw. – Tiguipa 475 Einw. – Ivo 312 Einw. – Camatindi 303 Einw. – Carandayti 253 Einw.